# Казовский, Ефим Янкелевич
Ефим Янкелевич (Яковлевич) Казовский (29 мая 1910, Гомель — 16 марта 1992, Санкт-Петербург) — советский физик и электротехник, лауреат премии имени Яблочкова.

## Биография
Родился 29 мая 1910 года в Гомеле в многодетной семье режицкого мещанина Янкеля Залмановича Казовского и Хаи-Соры Янкелевны Казовской. Окончил МЭИ (1931).
С 1931 по 1962 г. работал на ленинградском заводе «Электросила»: инженер-лаборант, инженер-исследователь Общезаводского бюро исследований (ОБИС), инженер-расчётчик, инженер-монтажник монтажного отдела, шеф-электрик конструкторского бюро электрофизической аппаратуры, начальник бюро стандартизации и нормализации. 
Участник Великой Отечественной войны, старший инженер-лейтенант, награждён медалью «За оборону Кавказа».
В 1945 г. защитил кандидатскую диссертацию «Вращающие моменты синхронных машин при больших качаниях». В 1961 г. защитил докторскую диссертацию «Анализ переходных процессов в машинах переменного тока с помощью пространственных комплексов и частотных характеристик».
С 1962 старший научный сотрудник, зав. лабораторией, ведущий научный сотрудник ВНИИ электромашиностроения (до 1965 г. Институт электромеханики Государственного Комитета Совета Министров СССР по этектротехнике).
Трагически погиб 16 марта 1992 года (убит грабителями).
Лауреат премии имени Яблочкова 1967 года (вместе с С. В. Страховым) — за комплекс исследований переходных процессов в машинах переменного тока и в электрических цепях, содержащих эти машины.
Известен как коллекционер китайского фарфора.
Дочь — Эль Казовский (Елена Казовская), венгерская художница.
Сочинения:
- Переходные процессы в электрических машинах переменного тока [Текст] / Акад. наук СССР. Ин-т электромеханики Гос. ком. Совета Министров СССР по автоматизации и машиностроению. — Москва ; Ленинград : Изд-во Акад. наук СССР. [Ленингр. отд-ние], 1962. — 624 с., 1 л. диагр. : черт.; 27 см.
- Сверхпроводящие магнитные системы [Текст] / Е. Я. Казовский, В. П. Карцев, В. Н. Шахтарин ; Под общ. ред. Е. Я. Казовского ; АН СССР. Ин-т электромеханики. — Ленинград : Наука. Ленингр. отд-ние, 1967. — 323 с. : ил.; 27 см.
- Конструкции крепления обмоток статоров турбогенераторов зарубежного производства [Текст] : [Обзор]. — Москва : Отд-ние ВНИИЭМ по науч.-техн. информации, стандартизации и нормализации в электротехнике, 1968. — 54 с. : ил.; 21 см.
- Параметры электрических машин переменного тока [Текст] / Я. Б. Данилевич, В. В. Домбровский, Е. Я. Казовский ; Акад. наук СССР. Ин-т электромеханики Гос. ком. по электротехнике при Госплане СССР. — Москва ; Ленинград : Наука. [Ленингр. отд-ние], 1965. — 339 с. : черт.; 22 см.
- Анормальные режимы работы крупных синхронных машин [Текст] / Я. Б. Данилевич, Э. Г. Кашарский, Г. В. Рубисов ; Под общ. ред. проф. Е. Я. Казовского ; АН СССР. Ин-т электромеханики. — Ленинград : Наука. Ленингр. отд-ние, 1969. — 429 с. : черт.; 22 см.
- Parametrii maşinilor de curent alternativ [Текст] / Ia. B. Danilevici, V. V. Dombrovski, E. Ia. Kazovski. — Bucureşti : Ed. tehnică, 1968. — 351 с. :
- Технико-экономические вопросы, связанные с изоляцией электрических машин [Текст] : Завод «Электросила» / Е. Я. Казовский. — Москва : [б. и.], 1958. — 28 с. : граф.; 25 см.
- Теория сверхпроводящего топологического генератора с пластиной (магнитного насоса) [Текст] / Е. Я. Казовский. — Рига : Зинатне, 1971. — 22 с. : ил.; 19 см.
- Некоторые вопросы переходных процессов в машинах переменного тока [Текст] / Всесоюз. науч. инж.-техн. о-во энергетиков ВНИТОЭ. — Москва ; Ленинград : Госэнергоиздат, 1953. — 120 с. : черт.; 23 см.
- Электромагниты со стальным сердечником [Текст] / Гос. ком. по электротехнике при Госплане СССР. — Москва : ВНИИЭМ. Отд-ние науч.-техн. информации, стандартизации и нормализации в электротехнике, 1965. — 31 с. : черт.; 21 см.
- Переходные процессы в синхронных машинах при анормальных режимах в энергосистеме / Е. Я. Казовский, Г. В. Рубисов; Отв. ред. Я. Б. Данилевич; Рос. АН, Отд-ние физ.-техн. пробл. энергетики, Отд. электроэнерг. пробл., Всерос. НИИ электромашиностроения. — СПб. : Наука : Санкт-Петербург. изд. фирма, 1994. — 171,[1] с. : ил.; 21 см; ISBN 5-02-024750-2